# Microsoft Office Communicator
 (août 2020).
Si vous disposez d'ouvrages ou d'articles de référence ou si vous connaissez des sites web de qualité traitant du thème abordé ici, merci de compléter l'article en donnant les références utiles à sa vérifiabilité et en les liant à la section « Notes et références ».
Microsoft Office Communicator est un logiciel client lancé en octobre 2007 pour des communications unifiées d'entreprise permettant aux collaborateurs d'une entreprise de communiquer en temps réel grâce à l'utilisation de la messagerie instantanée, la VoIP et la vidéoconférence.
Contrairement à Microsoft Office Outlook, son homologue pour la messagerie électronique, Office Communicator ne peut pas être utilisé comme une application autonome, mais nécessite l'installation de Microsoft Office Communications Server. Par ailleurs, il s'intègre parfaitement avec Outlook car il publie la disponibilité de ses utilisateurs sur le Microsoft Exchange Server, ce qui permet à Outlook d'afficher si l'expéditeur d'un email est encore présent et connecté. Il permet aussi les recherches de contacts à travers son carnet d'adresse global.
Il remplace Windows Messenger dans les environnements d'entreprise.
Il a été renommé Lync en 2010.

## Protocole
Office Communicator utilise le protocole SIP, également supporté par certains autres clients de messagerie instantanée comme Pidgin.